# Jacek Saryusz-Wolski
Pour les articles homonymes, voir Wolski.
Jacek Emil Saryusz-Wolski, né le 19 septembre 1948 à Łódź, est un homme politique polonais. Député européen depuis 2004, il est membre de la Plate-forme civique (PO) jusqu'en 2017, année de son rapprochement avec le Droit et justice (PiS), dont il mène la liste de coalition lors des élections européennes de 2019.  

## Biographie
Lors des élections européennes de 2004, il a été élu au Parlement européen, où il siège au sein du groupe du Parti populaire européen. Il a été réélu en 2009 et en 2014.
En mars 2017, le gouvernement de Beata Szydło (PiS) le propose comme candidat au poste de président du Conseil européen en remplacement de Donald Tusk, néanmoins reconduit à l’unanimité des 27 autres membres de l'Union européenne le 9 mars. En conséquence, il est exclu de la Plate-forme civique et du groupe du Parti populaire européen.
Il conduit la liste de la coalition PiS-Alliance-Pologne solidaire aux élections européennes de 2019.